# Earl of Chichester

Wappen der Earls of Chichester (dritte Verleihung)

Earl of Chichester ist ein erblicher britischer Adelstitel, der zweimal in der Peerage of England und einmal in der Peerage of the United Kingdom geschaffen wurde.

## Verleihungen, nachgeordnete und weitere Titel
Der Titel wurde erstmals am 3. Juni 1644 in der Peerage of England für Francis Leigh, 1. Baron Dunsmore geschaffen. Der Titel wurde mit dem besonderen Vermerk versehen, dass er in Ermangelung eigener männlicher Nachkommen auch an dessen Schwiegersohn Thomas Wriothesley, 4. Earl of Southampton, und dessen männliche Nachkommen vererbt werden könne. Bereits am 31. Juli 1628 war Leigh zum Baron Dunsmore, of Dunsmore in the County of Warwick, erhoben worden, mit besonderem Vermerk zugunsten seines Stiefsohns Sir John Anderson, 1. Baronet. Als Francis Leigh 1653 ohne eigene Söhne starb, erlosch der Baronstitel, da sein Stiefsohn bereits 1630 gestorben war, der Earlstitel fiel gemäß dem besonderen Vermerk an Thomas Wriothesley, der bereits 4. Earl of Southampton war. Beide Earlstitel erloschen bei dessen Tod 1667.
In zweiter Verleihung wurde der Titel am 10. September 1675 in der Peerage of England für Charles FitzRoy, einen unehelichen Sohn König Karls II. verliehen, zusammen mit den Titeln Duke of Southampton und Baron Newbury, in the County of Berks.  1709 erbte er auch von seiner Mutter die 1670 für diese geschaffenen Titel Duke of Cleveland, Earl of Southampton und Baron Nonsuch. Die Titel erloschen beim Tod seines Sohnes, des 3. Dukes of Cleveland, 1774.
In dritter Verleihung wurde der Titel am 23. Juni 1801 in der Peerage of the United Kingdom an Thomas Pelham, 2. Baron Pelham, verliehen. Von einem Neffen zweiten Grades Thomas Pelham-Holles, 1. Duke of Newcastle-upon-Tyne hatte er bereits 1768 den Titel Baron Pelham, of Stanmer in the County of Sussex, geerbt. Heutiger Titelinhaber ist sein Nachkomme John Pelham als 9. Earl.

## Liste der Earls of Chichester

### Earls of Chichester, erste Verleihung (1644)
- Francis Leigh, 1. Earl of Chichester († 1653)
- Thomas Wriothesley, 4. Earl of Southampton, 2. Earl of Chichester (1608–1667)

### Earls of Chichester, zweite Verleihung (1675)
- Charles FitzRoy, 2. Duke of Cleveland, 1. Duke of Southampton, 1. Earl of Chichester (1662–1730)
- William FitzRoy, 3. Duke of Cleveland, 2. Duke of Southampton, 2. Earl of Chichester (1698–1774)

### Earls of Chichester, dritte Verleihung (1801)
- Thomas Pelham, 1. Earl of Chichester (1728–1805)
- Thomas Pelham, 2. Earl of Chichester (1756–1826)
- Henry Pelham, 3. Earl of Chichester (1804–1886)
- Walter Pelham, 4. Earl of Chichester (1838–1902)
- Francis Pelham, 5. Earl of Chichester (1844–1905)
- Jocelyn Pelham, 6. Earl of Chichester (1871–1926)
- Francis Pelham, 7. Earl of Chichester (1905–1926)
- John Pelham, 8. Earl of Chichester (1912–1944)
- John Pelham, 9. Earl of Chichester (* 1944)

Titelerbe (Heir Presumptive) ist der Cousin zweiten Grades des aktuellen Titelinhabers, Richard Pelham (* 1952).